# Ojos bonitos, cuadros feos
Ojos bonitos, cuadros feos es una obra de teatro del escritor peruano y Premio Nobel de literatura Mario Vargas Llosa. Consta de un único acto y fue estrenada en Lima, en el teatro del Centro Cultural de la Pontificia Universidad Católica del Perú en el año 1996.
La acción se desarrolla en la ciudad de Lima, donde Eduardo Zanelli, un influyente crítico de arte de condición homosexual, es seducido por un joven.
Este en realidad lo que desea es enfrentarse al crítico y acusarlo de haber provocado una profunda depresión y el posterior suicidio de su novia, la cual estaba muy interesada en la pintura hasta que realizó su primera exposición y leyó la demoledora columna de prensa del crítico en la que le pedía que dejara de lado su actividad artística para no aumentar la fealdad del mundo. El título del artículo era Ojos bonitos, cuadros feos. El joven le reprocha al crítico su falta de respeto y lo ridiculiza por sus frustrados intentos de ser artista y no haber sido capaz de asumir su homosexualidad.

La obra plantea la esencia del arte y presenta al crítico como un ser todopoderoso que es capaz de decidir de manera infalible quién es artista válido y quién no lo es, e incluso provocar el éxito o la frustración y muerte de una persona.

## Obras teatrales de Mario Vargas Llosa
| Título                     | Fecha | Argumento                                                                           |
| -------------------------- | ----- | ----------------------------------------------------------------------------------- |
| La huida del Inca          | 1952  | Esta obra no está publicada.                                                        |
| La señorita de Tacna       | 1981  | Elvira se quedó soltera toda la vida, tras tomper con su novio                      |
| Kathie y el hipopótamo     | 1983  | Kathie contrata a Santiago Zavala para que escriba un libro sobre sus viajes        |
| La Chunga                  | 1986  | La Chunga subió al dormitorio con Meche y nunca se supo nada más                    |
| El loco de los balcones    | 1993  | Aldo Brunelli está obsesionado por los balcones coloniales                          |
| Ojos bonitos, cuadros feos | 1996  | Un influyente crítico de arte hace que una joven caiga en la depresión              |
| Odiseo y Penélope          | 2007  | Adaptación de La Odisea de Homero                                                   |
| Al pie del Támesis         | 2008  | Chispas se encuentra después de 35 años con Raquelita, la hermana de su mejor amigo |
| Las mil y una noches       | 2010  | Basada en la serie de cuentos orientales Las mil y una noches                       |